# بچه‌های دزدیده‌شده
بچه‌های دزدیده‌شده (ایتالیایی: Il ladro di bambini) فیلمی در ژانر درام به کارگردانی جانی آملیو است که در سال ۱۹۹۲ منتشر شد. از بازیگران آن می‌توان به رناتو کارپنتیری اشاره کرد. این فیلم در چهل و پنجمین جشنواره فیلم کن برنده جایزه بزرگ شده‌است.